# Piloto Militar Honorífico de la Federación de Rusia
El título honorífico de Piloto Militar Honorífico de la Federación de Rusia (en ruso: Заслуженный военный лётчик Российской Федерации) es un premio estatal de la Federación de Rusia que puede rastrear su historia hasta la era soviética. Fue establecido inicialmente el 26 de enero de 1965 por Decreto del Presídium del Sóviet Supremo N.º 3230-VI como el título honorífico de Piloto Militar Honorífico de la URSS (en ruso: Заслуженный военный лётчик СССР). Tras la disolución de la Unión Soviética en 1991, el título fue retenido por la Ley de la Federación de Rusia N.º 2555-1 de fecha 20 de marzo de 1992 y rebautizado como Piloto Militar Honorífico de la Federación de Rusia.

## Estatuto
El título de Piloto Militar Honorífico de la Federación de Rusia, se otorga a los miembros de unidades aéreas militares, organismos, escuelas, organizaciones y otras autoridades militares o federales, que tienen pilotos militares calificados de primera clase o instructores de pilotos militares de primera clase, por sus logros sobresalientes en el desarrollo de la tecnología aeronáutica, del alto rendimiento en la educación y la capacitación del personal de vuelo y de largos periodos de tiempo sin incidencias en las operaciones de vuelo en la aviación militar.
La concesión de los títulos honoríficos de Piloto Militar Honorífico de la Federación de Rusia y Navegante Militar Honorífico de la Federación de Rusia  la realiza el presidente de la Federación de Rusia a propuesta del Ministerio de Defensa de Rusia.
La insignia de Piloto militar honorífico de la Federación de Rusia se lleva en el lado derecho del pecho y, en presencia de otras órdenes o medallas de la Federación de Rusia, se colocaba encima de estos.
Cada medalla viene con un certificado de premio, este certificado se presenta en forma de una pequeña pequeña libreta de cuero de unos 8 cm por 11 cm con el nombre del premio, los datos del destinatario y un sello oficial y una firma en el interior.

## Descripción
La insignia es un polígono de plata y níquel de 27 mm de ancho por 23 mm de alto con un borde convexo por ambos lados.
En la esquina superior izquierda del anverso hay una inscripción convexa con la frase «Honorable Piloto Militar» (en ruso, ЗАСЛУЖЕННЫЙ ВОЕННЫЙ ЛËТЧИК), en el centro, la imagen dorada en tombac de un avión a reacción que asciende en diagonal hacia la derecha con su morro y la cola ligeramente sobresaliendo de los bordes, en la parte inferior, la inscripción en relieve «RUSIA» (en ruso, РОССИЯ), superpuesta sobre una rama de laurel.
La insignia está unida mediante un anillo y un enlace con un bloque cuadrado plateado con un hueco en ambos lados. Hay ranuras a lo largo de la base del bloque. La montura está cubierta por una cinta tricolor de muaré de seda de color blanco, azul y rojo.